# Stuart Young
Stuart Young, angleški nogometaš, * 16. december 1972, Hull, Yorkshire, Anglija, Združeno kraljestvo.
Young je nekdanji nogometni napadalec. 